# Merodon dichopticus
Merodon dichopticus är en tvåvingeart som beskrevs av Stackelberg 1968. Merodon dichopticus ingår i släktet narcissblomflugor, och familjen blomflugor. Inga underarter finns listade i Catalogue of Life.